# Gare d'Irun Ficoba
Ne doit pas être confondu avec Gare d'Irun Colon, Gare d'Irun ou Gare de Ventas de Irun.
Irun Ficoba est une gare ferroviaire de la commune d'Irun, dans la province de Guipuscoa, dans la communauté autonome du pays basque. Elle est située au nord de la ville, à proximité directe du fleuve Bidassoa, qui sépare l'Espagne de la commune française d'Hendaye.
Cette gare est la propriété de l'entreprise publique Euskal Trenbide Sarea - Red Ferroviaria Vasca, dépendant du gouvernement basque. Elle est desservie toutes les demi-heures, par la ligne E2 du métro de Saint-Sébastien, surnommée « El Topo » (la taupe) et exploitée par l'opérateur Euskotren Trena

## Histoire
La gare a ouvert en 1913, lorsque la ligne à voie métrique de Saint-Sébastien à Irun a été prolongée jusqu'à Hendaye.
À l'origine, cette gare, appelée jusqu'à peu « Pont International » servait également pour les contrôles douaniers. Pour cela, le quai de la gare était divisé par une grille Le train s'arrêtait dans la première zone, où tous les voyageurs devaient descendre pour passer le contrôle puis remonter dans le train dans la deuxième zone.
Il y eut une saison au cours de laquelle il fallait changer de train dans cette gare. Une rame circulait donc toute la journée spécifiquement sur le tronçon entre Irun Ficoba et Hendaye.
Aujourd'hui, il n'y a plus aucun contrôle frontalier entre les deux pays et la gare il a perdu sa fonction originale. Néanmoins, elle reste utilisée pour son rôle de desserte du parc des expositions de Guipuscoa (appelé également Ficoba), ce qui a conduit à en changer le nom en 2011 pour celui actuel.